# Ptilocrinus amezianeae
Ptilocrinus amezianeae is een zeelelie uit de familie Hyocrinidae.
De wetenschappelijke naam van de soort werd in 2011 gepubliceerd door Eléaume, Hemery, Bowden & Michel Roux.